# Шамоев, Фируддин Иса оглы
Фируддин Иса оглы Шамоев (азерб. Firuddin İsa oğlu Şamoyev; 7 февраля 1962, Казах — 13 апреля 1992, Кушчу-Айрум, Газахский район) — азербайджанский военнослужащий, рядовой, участник Первой карабахской войны, Национальный герой Азербайджана.

## Награды
Указом исполняющего обязанности президента Азербайджанской Республики Исы Гамбарова № 833 от 7 июня 1992 года рядовому Фируддину Иса оглы Шамоеву за личное мужество и отвагу, проявленные во время защиты территориальной целостности Азербайджанской Республики и обеспечения безопасности мирного населения, было присвоено звание Национального Героя Азербайджана (посмертно).

## Память
Одна из средних школ города Газах носит имя Шамоева.